# 瑟索拉河
瑟索拉河是俄羅斯的河流，由科密共和國負責管轄，屬於維切格達河的左支流，河道全長487公里，流域面積約17,200平方公里，發源自北部壟崗，河水主要來自融雪，每年十月至翌年五月結冰。
61°41′15″N 50°50′32″E / 61.68750°N 50.84222°E